# UBXN2A
UBXN2A (англ. UBX domain protein 2A) – білок, який кодується однойменним геном, розташованим у людей на 2-й хромосомі. Довжина поліпептидного ланцюга білка становить 259 амінокислот, а молекулярна маса — 29 278.
| 10         |  | 20         |  | 30         |  | 40         |  | 50         |
| ---------- |  | ---------- |  | ---------- |  | ---------- |  | ---------- |
| MKDVDNLKSI |  | KEEWVCETGS |  | DNQPLGNNQQ |  | SNCEYFVDSL |  | FEEAQKVSSK |
| CVSPAEQKKQ |  | VDVNIKLWKN |  | GFTVNDDFRS |  | YSDGASQQFL |  | NSIKKGELPS |
| ELQGIFDKEE |  | VDVKVEDKKN |  | EICLSTKPVF |  | QPFSGQGHRL |  | GSATPKIVSK |
| AKNIEVENKN |  | NLSAVPLNNL |  | EPITNIQIWL |  | ANGKRIVQKF |  | NITHRVSHIK |
| DFIEKYQGSQ |  | RSPPFSLATA |  | LPVLRLLDET |  | LTLEEADLQN |  | AVIIQRLQKT |
| ASFRELSEH  |  |            |  |            |  |            |  |            |

A: Аланін

C: Цистеїн

D: Аспарагінова кислота

E: Глутамінова кислота

F: Фенілаланін

G: Гліцин

H: Гістидин

I: Ізолейцин

K: Лізин

L: Лейцин

M: Метіонін

N: Аспарагін

P: Пролін

Q: Глутамін

R: Аргінін

S: Серин

T: Треонін

V: Валін

W: Триптофан

Задіяний у такому біологічному процесі, як альтернативний сплайсинг. 